# Supermarine Seagull
O Supermarine Seagull foi um avião anfíbio britânico, desenvolvido a partir do Supermarine Seal pela empresa aeronáutica Supermarine. Um biplano com asas dobráveis e construído em madeira, tinha um motor de quatro hélices e uma fuselagem oval.

## História
O primeiro protótipo do Seagull, conhecido como Seagull Mk I, foi construído em 1921, a partir de um modelo já existente de um Supermarine Seal. Apenas um protótipo foi construído. Um motor Napier Lion II foi utilizado pelo modelo.
Em 1922, o primeiro modelo em produção, o Seagull Mk II tinha um motor Napier Lion III. Um total de 25 aviões desse modelo foram montadas e recebidas pela Fleet Air Arm, parte da Marinha Real Britânica.
O modelo Seagull Mk III é o modelo australiano, construído em 1925. Utilizavam um motor Napier Lion V, além de radiadores adaptados para o clima da Austrália. Seis modelos foram construídos e dados para a Força Aérea Real Australiana. Um modelo também foi dado para o Japão.
Um modelo Seagull Mk II foi reequipado com peças da empresa Handley Page, recebendo a denominação Mark IV.
Trabalho começou para transformar parte da estrutura do avião em metal, em um protótipo conhecido como Seagull Mark V. Eventualmente, esse modelo seria conhecido como o  Supermarine Walrus.

### História operacional
Os aviões Seagull foram utilizados como aviões para detecção.

## Operadores
Austrália
- Royal Australian Air Force

 Japão
- Marinha Imperial Japonesa

 Reino Unido
- Fleet Air Arm